# Tôi là ai - và nếu vậy thì bao nhiêu?

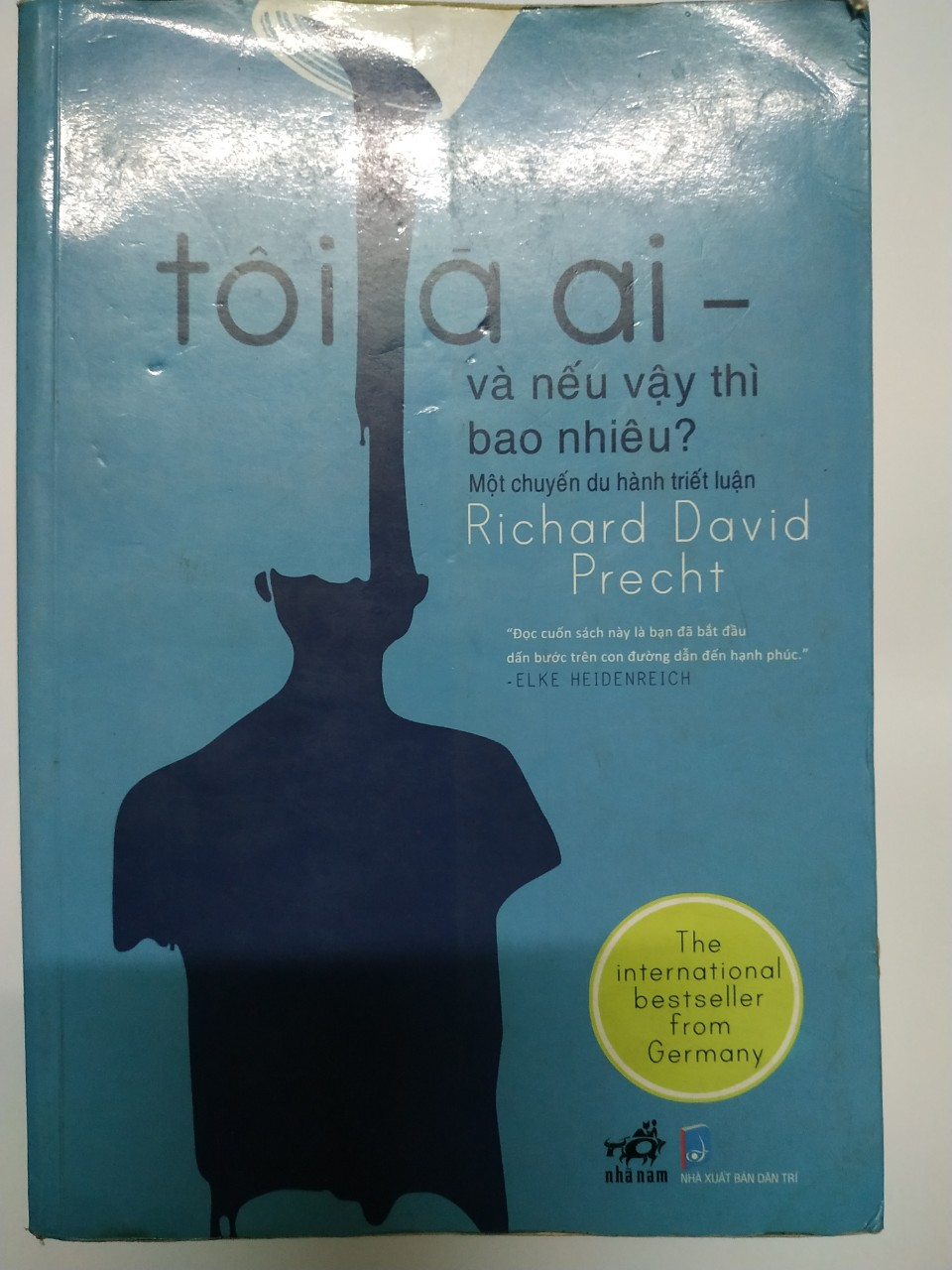
Bìa sách

Tôi là ai - và nếu vậy thì bao nhiêu? Một chuyến du hành triết luận là một cuốn sách phi hư cấu được viết bởi nhà báo người Đức Richard David Precht năm 2007. Quyển sách đứng đầu danh sách bán chạy nhất của tạp chí Der Spiegel 16 tuần trong năm 2008 và tiếp tục ở trong danh sách đến tận tháng 10 năm 2012. Tác giả kể chuyện triết học một cách dễ hiểu và hấp dẫn, sử dụng những kết quả nghiên cứu của khoa học về não bộ, tâm lý, sinh học, y học làm viện chứng hoặc bác bỏ những luận thuyết triết học từng được đưa ra trong suốt chiều dài lịch sử, kể từ Platon, Decartes, Kant, Jeremy Bentham, Nietzsche, Freud, Ernst Mach, Sartre, Peter Singer, Niklas Luhmann... Mục đích của cuốn sách là đánh thức và rèn luyện tính tò mò ham hiểu biết và khuyến khích một cuộc sống tiến bộ, có ý thức hơn.

## Nội dung
Sách được chia thành ba phần, lấy cảm hứng từ ba câu hỏi lớn của nhân loại mà triết gia Immanuel Kant đã từng nêu:
- Tôi có thể biết gì? - tập trung vào các mô tả não bộ, bản chất cũng như phạm vi của tri thức nhân loại, khởi đầu từ các câu hỏi được mổ xẻ bởi Kant, Descartes, Nietzsche, Freud và các triết gia khác.
- Tôi nên làm gì? - giải quyết các vấn đề đạo đức và luân lý, sử dụng các nghiên cứu thần kinh học và xã hội học để lý giải tại sao chúng ta có thiện cảm với người khác và buộc phải hành động có đạo đức. Các cuộc tranh luận về phá thai, nhân bản vô tính, trợ tử và những vấn đề gây tranh cãi khác.
- Tôi có thể hy vọng gì? - xoay quanh những câu hỏi quan trọng nhất của cuộc đời: Hạnh phúc là gì và tại sao chúng ta yêu? Có Chúa không và chúng ta có thể chứng minh sự tồn tại của Chúa như thế nào? Tự do là gì? Ý nghĩa cuộc sống là gì?

## Ấn bản tiếng Việt
Ra mắt năm 2007, cuốn sách đến nay đã được dịch sang 32 ngôn ngữ, trong đó có bản tiếng Việt với tựa "Tôi là ai – và nếu vậy thì bao nhiêu?" của dịch giả Trần Vinh, nhà xuất bản Dân Trí liên kết phát hành với công ty Nhã Nam.